# Purdue Pharma
Purdue Pharma var ett familjeägt amerikanskt läkemedelsföretag, som framför allt var känt som tillverkare av opioidläkemedlet OxyContin.  
Purdue Pharma grundades 1892 i New York av de båda läkarna John Purdue Gray och George Frederick Bingham som Purdue Frederick, försäljare av patentmedicin. Företaget sålde till exempel patentmedicinen Gray’s Glycerine Tonic, baserad på sherry och marknadsförd som användbar mot allehanda sjukdomstillstånd. 
Företaget köptes 1952 av bröderna Arthur,  Mortimer och Raymond Sackler. Det flyttade till Yonkers i New York och utvecklades så småningom till ett läkemedelsföretag. Det, och systerföretaget Napp Pharmaceuticals Group i Storbritannien, drevs av de två yngre bröderna Mortimer och Raymond Sackler, med Raymond som formell chef för Purdue Pharma.
Under ett antal år, innan det kom in på området smärtstillande medel, var företaget litet och specialiserat på icke-receptbelagda produkter såsom medel att ta bort öronvax och laxativ. En tidig storsäljare var den 1966 förvärvade lokalantiseptiska lösningen Betadine. Denna köptes in i stora kvantiteter av den amerikanska krigsmakten för att förhindra infektioner för sårade soldater under Vietnamkriget. 
Purdue Pharma tillverkade smärtstillande medel som hydromorfon, oxikodon, fentanyl, kodein och hydrokodon. Det är känt för läkemedel som MS Contin, OxyContin och Ryzolt. År 1972 lanserades läkemedlet Contin. År 1984 kom morfindepåtabletten MS Contin. År 1996 lanserades depåtabletten OxyContin, som blev ett storsäljande läkemedel.
Den äldsta brodern Arthur Sacklers tidigare ägda tredjedel av företaget såldes efter hans död 1987 till de två yngre bröderna.
Företagets huvudkontor ligger numera i Stamford i Connecticut, och forskning bedrivs i Cranbury i New Jersey. Tillverkning sker i Wilson i North Carolina, Totowa i New Jersey och Coventry i Rhode Island.
Utlandsverksamhet bedrivs i det relaterade företaget Mundipharma.

## Rättsärenden relaterade till OxyContin
År 2004 stämde chefsåklagaren i West Virginia Purdue Pharma för att ha orsakat delstaten alltför höga kostnader för förskrivna läkemedel, bland annat på grund av oriktig marknadsföring. Målet gick inte till avgörande i domstol, utan avgjordes genom att Purdue Pharma accepterade att betala en ersättning till delstaten på 10 miljoner dollar, att användas i ett program för att minska missbruk.
I maj 2007 förklarade sig företaget skyldigt till att ha lämnat falska uppgifter om OxyContins risk att skapa beroende och accepterade att betala 600 miljoner dollar i böter i en av USA:s dittills största skadeståndsärenden rörande läkemedelsföretag. Företagets dåvarande vd, dåvarande chefsjurist och tidigare chefsläkare erkände sig skyldiga för brottet falsk marknadsföring som enskilda individer och gick med på att betala sammanlagt 34,5 miljoner dollar i böter. De dömdes också till samhällstjänst för ett relaterat brott.
I oktober 2007 stämde delstaten Kentucky Purdue Pharma som förorsakande av det omfattande missbruket av OxyContin i Appalacherna. Ärendet avgjordes i december 2015 genom en uppgörelse om ett skadestånd på 24 miljoner dollar.
I januari 2017 stämde staden Everett i delstaten Washington Purdue Pharma för att ha förorsakat staden ökade kostnader på grund av missbruk av OxyContin samt för att företaget inte vidtagit någon åtgärd på basis av framkomna uppgifter om misstänkt användning.
I september 2019 försattes  Purdue Pharma i konkurs på grund av mer än 2600 stämningar där företaget anklagas för att ha utlöst opioidkrisen i USA genom sin aggressiva och oetiska marknadsföring av läkemedlet OxyContin.  Konsultföretaget McKinsey agerade rådgivare i  marknadsföringen av medicinerna. McKinsey har betalat nästan 6 miljarder kronor för sin inblandning i opioidkrisen genom förlikning med 47 delstater, utan att medge att man gjort något fel.